# Gongsun Gong
En aquest nom xinès, el cognom és Gongsun.
Gongsun Gong va ser un senyor de la guerra menor durant la tardana Dinastia Han Oriental i el període dels Tres Regnes de la història xinesa. Era el germà menor de Gongsun Kang i el fill de Gongsun Du. Gongsun Gong va aconsellar al seu germà de matar Yuan Xi i Yuan Shang, quan aquests s'havien refugiat de Cao Cao a Liaodong, i va enviar els seus caps a Cao Cao. Després de la mort de Gongsun Kang, Gongsun Gong va heretar el senyoriu de Xiangping, ja que els dos fills de Kang eren massa joves per a governar. Cao Pi va confirmar el senyoriu i va donar a Gongsun Gong el rang de General de Carruatges i Cavalleria. Això no obstant, l'any 228, va ser deposat pel seu nebot, Gongsun Yuan, després que Gong s'hagués mostrat incapaç de governar bé.

## Nomenaments i títols en possessió
- Administrador de Liaodong (遼東太守)
- General de Carruatges i Cavalleria (車騎將軍)
- Marquès de Pingguo (平郭侯)